# Monocoque
Monocoque je način gradnje, pri katerem zunanji del (lupina) objekta prenaša obremenitve, podobno kot pri jajcu. Termin monocoque izhaja iz grške besede mono (enotno) in francoske besede coque (trup, lupina). Lahko bi tudi prevedli kot strukturna lupina.
Prva letala so bila zgrajena iz notranjih struktur, po navadi lesenih palic ali jeklenih cevi, ki jih je obdajala tkanina (fabric). Tkanina  ni nosila nobenih obremenitev, v bistvu je samo izboljšala aerodinamiko. Leta 1912 sej je pojavilo letalo Deperdussin Monocoque, pri katerem je bil trup narejen iz treh slojev lesa, ki je služilo kot nosilna struktura in ohišje. Ta način je močno zmanjšal upor in letalo je bilo zelo uspešno v dirkah.